# 大町 (福島市)
大町（おおまち）は、福島県福島市の町名。丁番を持たない単独町名である。郵便番号は960-8041。

## 地理
市の本庁所管にあたる中央東地域に属する。福島駅東口の駅前繁華街の東側に位置する。東西は市道本町1号線・市道大町置賜町線から県道148号、市道杉妻町御山町線（県庁通り）にかけての200m前後、南北は福島市道中町杉妻町線から福島市道栄町上町線(文化通り）にかけての約300mの範囲を町域とする。北で新町、東で上町、南で杉妻町、南西で中町、西で本町、北西で置賜町と隣接する。西隣の本町と共に福島市の経済の中心地としての役割を昔から担っており、東邦銀行本店をはじめ七十七銀行福島支店、秋田銀行福島支店などが店舗を構える。上町に所在する 福島警察署及び天神町に所在する福島消防署のそれぞれ管轄にあたる。

## 歴史
江戸時代以前の福島城下町の8町のうちの一つであり、江戸時代は上町の一角であった。奥州街道札の辻から福島城へ向かう大手門筋が大門通り（現在の県庁通り）として明治時代に整備され、上町が東西に二分される際、その西側が大手門に由来する大町として分割された。福島駅前に商業の中心が移るまでは当地がその役割を担っており、1913年には中合（後の中合大町パルク。現在の三共福島ビル。）が移転創業した。音楽家の古関裕而の生家である喜多三呉服店も町内に所在した。現在町内に設置されている福島市道路元票は2018年に大原綜合病院移転新築に伴う県庁通りの拡幅整備により東の上町側に設置されていたものを撤去、移設したものである。

## 世帯数と人口
2020年（令和2年）12月31日現在の世帯数と人口は以下の通りである。
| 町丁 | 世帯数 | 人口  |
| ---- | ------ | ----- |
| 大町 | 65世帯 | 127人 |

## 小・中学校の学区
市立小・中学校に通う場合、学区は以下の通りとなる。
| 番地 | 小学校                 | 中学校                 |
| ---- | ---------------------- | ---------------------- |
| 全域 | 福島市立福島第一小学校 | 福島市立福島第一中学校 |

## 交通

### 鉄道
- 町域内に鉄道施設はない。最寄り駅はJR東北本線福島駅。

### 道路
- 国道13号平和通り（旧国道4号）
- 福島市道本町上町線 レンガ通り（奥州街道（旧々国道4号））
- 福島市道栄町舟場町線 並木通り
- 福島県道148号水原福島線（県庁通り・旧国道115号）
- 福島市道29号杉妻町御山町線（県庁通り）
- 福島市道大町2号線（旧米沢街道）

### バス

#### 大原綜合病院バス停（上り）
国道13号平和通り下り線沿いに設置されている。もともとは大町バス停（上り）であったが、2018年に大原綜合病院の移転開業にあわせ、舟場町バス停下り（平和通り側）とともに改称された。福島駅東口の一つ手前に当たり、多数の路線バスが発着するほか、福島駅東口を通らずに市内西部へ向かうバスの起点にもなっている。なお、大町バス停（下り）は西隣の本町に所在する。詳細は当該頁参照。
福島交通4番ポール
- 市内循環ももりん2コース（美術館先回り）
- 庭坂
- 志田
- 由添団地経由庭坂
- 運転免許センター経由庭坂

福島交通5番ポール
- イオン福島店
- 上姥堂
- 上姥堂経由高湯温泉
- 土船
- 福島北警察署経由五月乙女団地

福島交通6番ポール
- ヨークベニマル福島西店
- 中野
- 南沢又経由北沢又
- 大笹生
- 荒古屋

福島交通21番・31番ポール
- 福島駅東口

JRバス東北ポール
- 福浪線福島駅東口行

## 施設
- 東邦銀行本店
- 七十七銀行福島支店
- 秋田銀行福島支店
- 大東銀行福島支店
- 野村證券福島支店
- チェンバおおまち
- 三共福島ビル
- 西沢書店大町店
- 福島市道路元票
- 福島縣里程元標